# Ablancourt
Ablancourt é um município do departamento de Marne, na região de Grande Leste, no nordeste da França.

## Geografia
Este pequeno município e rodeado por La Chaussée-sur-Marne ao norte, Aulnay-l'-Aître ao nordeste, Coulvagny a leste, Soulanges ao sudeste, Pringy ao sul, Songy ao sudoeste, e Saint-Martin-aux-Champs ao noroeste.